# W.A.C. Bennett Dam
W.A.C. Bennett Dam är en dammbyggnad i Kanada.   Den ligger i provinsen British Columbia, i den centrala delen av landet, 3 400 km väster om huvudstaden Ottawa. W.A.C. Bennett Dam ligger 616 meter över havet. Arean är 17,6 kvadratkilometer.
Terrängen runt W.A.C. Bennett Dam är huvudsakligen kuperad. W.A.C. Bennett Dam ligger nere i en dal. Trakten runt W.A.C. Bennett Dam är nära nog obefolkad, med mindre än två invånare per kvadratkilometer.. Det finns inga samhällen i närheten.
I omgivningarna runt W.A.C. Bennett Dam växer i huvudsak blandskog.